# Timàlia de ventre lleonat
La timàlia de ventre lleonat (Dumetia hyperythra) és un ocell de la família dels timàlids (Timaliidae).

## Hàbitat i distribució
Habita zones amb arbres, matolls, herba o bambú de les terres baixes de l'Índia des d'Uttar Pradesh, sud-oest de Nepal i oest de Bangladesh cap al sud fins l'est de Maharashtra i nord d'Andhra Pradesh. A l'Índia meridional, als Ghats Occidentals fins l'est de Gujarat i sud de Rajasthan, i als Ghats Orientals fins al sud d'Andrha Pradesh i Sri Lanka.